# Noorderbrug (Haarlem)
De Noorderbrug is een vaste brug in de Nederlandse stad Haarlem. De brug overspant de Schotersingel. 
De brug die in gebruik is als voetgangers- en fietsbrug en verbindt de stadsdelen Haarlem-Centrum en Haarlem-Noord met elkaar. De brug ligt in het stadspark De Bolwerken, dat is aangelegd op de voormalige Vestingwerken van Haarlem. De brug loopt vanaf het Staten Bolwerk richting de Maerten van Heemskerckstraat en het voormalige Sint Johannes de Deoziekenhuis in het Kleverpark. De brug is in 1881 gebouwd naar ontwerp van gemeentearchitect Jacques Leijh. 